# Kyle McClelland
David Kyle McClelland (* 10. Februar 2002 in Glasgow) ist ein nordirisch-schottischer Fußballspieler, der zuletzt bei Hibernian Edinburgh unter Vertrag stand.

## Karriere

### Verein
Kyle McClelland begann seine Karriere in seiner schottischen Geburtsstadt bei den Glasgow Rangers. Im Jugendsystem der Glasgower spielte er in jeder Altersstufe, zuletzt vorwiegend für das B-Team der „Rangers“, das in der Lowland Football League antrat. Weitere spiele absolvierte er in der UEFA Youth League. In der Saison 2020/21 bestritt er als Leihspieler beim Drittligisten FC Falkirk sechs Ligaspiele.
Im Juni 2022 wechselte der 20-Jährige mit einem Dreijahresvertrag zu Hibernian Edinburgh, den der Verein um ein weiteres Jahr verlängern kann. In Edinburgh war McClelland zunächst für das Perspektivteam der „Hibs“ vorgesehen. Am 9. Juli 2022 debütierte der junge Innenverteidiger jedoch in der Profimannschaft der „Hibs“ bei einem 5:0-Sieg gegen den FC Clyde in der Gruppenphase des Ligapokals. Im August 2022 kam er zu seinem Ligadebüt in der Scottish Premiership gegen den FC Livingston, nachdem er für Paul Hanlon eingewechselt worden war.

### Nationalmannschaft
Kyle McClelland spielte im Jahr 2017 je einmal für die schottische U16- und U17-Nationalmannschaft. Ab 2018 spielte er nach einem Verbandswechsel zu der Irish Football Association für die Juniorenmannschaften von Nordirland.